# Hélène Joy
Hélène Joy (Perth, 1978. október 21. –) ausztrál–kanadai televíziós, színpadi és filmes színésznő. Legismertebb munkái a Durham County és a Murdoch nyomozó rejtélyei sorozatok.

## Élete és pályafutása
A színészkedést már az ausztráliai Kewdale Senior High School középiskolában elkezdte. Ezt követően Európában turnézott egy fiatalokból álló színházi társulattal. Egy évig a Curtin Egyetem tanult színházművészet szakon, majd felvételt nyert a Western Australian Academy of Performing Artsra Perthben, ahol színészi diplomát szerzett.

## Díjai és elismerései
- Canadian Screen Awards (jelölések)
- Gemini Díj - legjobb női főszereplő állandó szerepben dráma kategóriában (Durham County, 2008)
- Leo Díj (Desolation Sound, 2005)